# KAOS (Hörfunksender)
KAOS (Chaos Community Radio) ist der College- und Community-Radiosender des Evergreen State College in Olympia, Washington. Die Station bietet Collegestudenten Radiobroadcasting-Training an.
KAOS sendet auf Ultrakurzwelle 89,1 MHz mit 1,25 kW und streamt live ins Netz. Das Signal wird auch in HD-Radio ausgestrahlt.